# Grotthyena
Grotthyenan (Crocuta crocuta spelaea) var en underart av fläckig hyena som levde under pleistocen och vars utbredning sträckte sig från Iberiska halvön till östra Sibirien. Den är ett av de bäst kända däggdjuren från istiden och talrika fynd finns från många europeiska grottor. Grotthyenan var ett mycket specialiserat djur och avvek tydligt från sin nuvarande afrikanska släkting. Den livnärde sig på stora däggdjur (speciellt vildhästar, stäppbison och ullhårig noshörning) och står för ansamlingarna av hundratals ben av stora pleistocena däggdjur i grottor och på leriga ställen.
Anledningen till grotthyenans utdöende är inte helt utrett, men det kan ha berott på en kombination av faktorer som klimatförändringar och konkurrens med andra predatorer.

## Beskrivning och paleoekologi

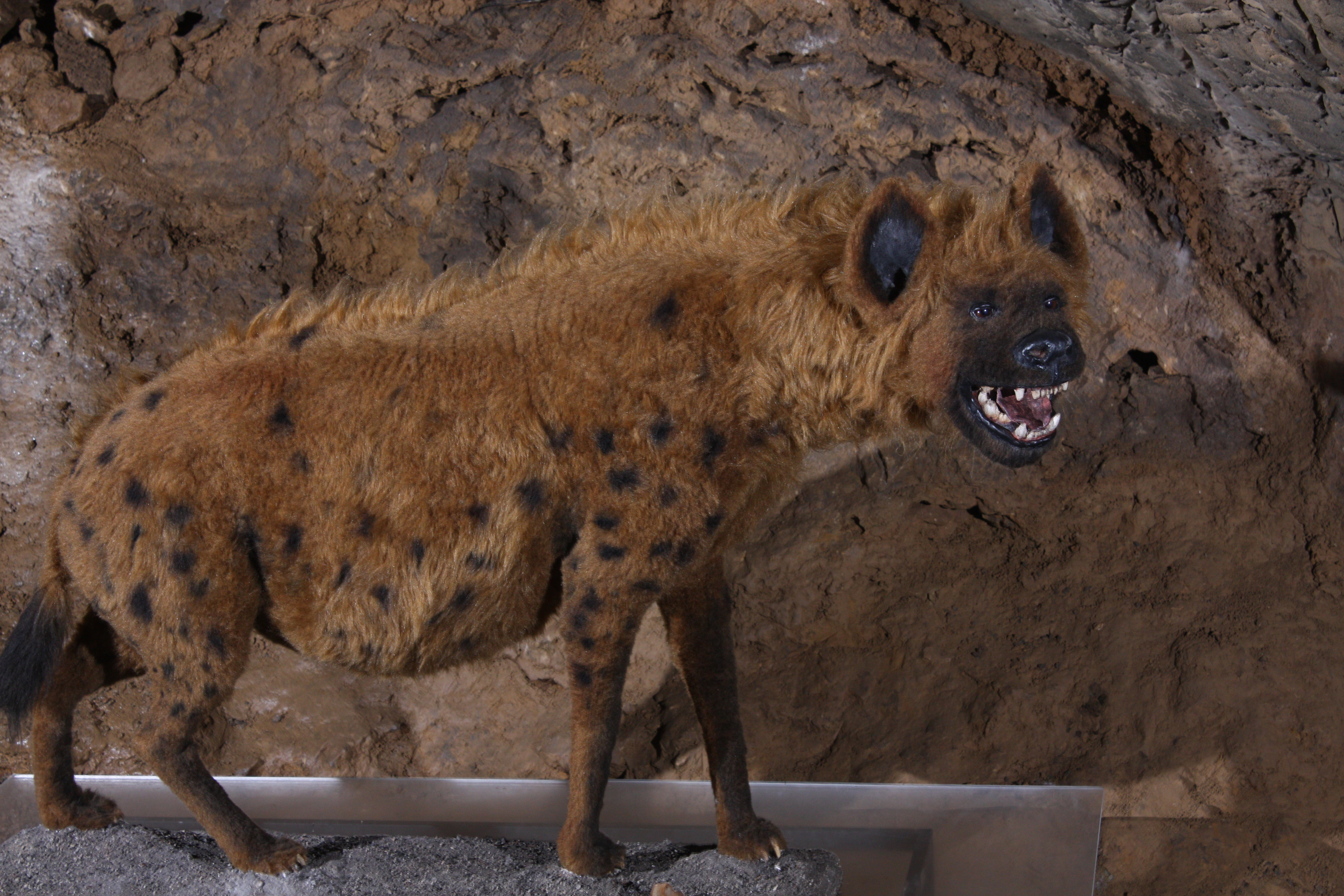
Rekonstruktion i Heinrichshöhle, Tyskland.

Den europeiska grotthyenan var mycket större än sin afrikanska släkting och har uppskattats väga ungefär 100 kg. Hos europeiska exemplar från sen-pleistocen är mellanhands- och mellanfotsbenen kortare och tjockare, medan överarms- och lårbenen är längre, vilket antyder en anpassning till en annan miljö än den moderna fläckiga hyenan. Liksom hos den afrikanska underarten var honorna av grotthyena större än hanarna. Paleolitiska grottmålningar visar att den hade fläckig päls liksom dagens afrikanska släktingar. Många fynd från bogrottor indikerar att grotthyenor inriktade sig på stora byten där vildhästar (speciellt Przewalskis häst) domeinerade, följda av stäppbison och ullhårig noshörning. Grotthyenornas preferens för hästar är konsistent med beteendet hos den moderna afrikanska hyenan, som gärna jagar zebror. Sekundära byten innefattar ren, kronhjort, jättehjort, europeisk vildåsna, gems och stenbock. Ett litet antal rester av varg har också hittats i hyenornas lyor. Hyenornas dödande av vargar handlade antagligen om så kallad "intraguild predation" (dödande av konkurrerande predatorer), men deras förekomst i grottorna tyder också på att de åts, vilket är ovanligt bland rovdjur. Även rester av  grottlejon och grottbjörn har hittats i hyenornas grottor, vilket indikerar att hyenorna även kan ha tagit dem som as eller byte.

## Upptäckt och klassificering

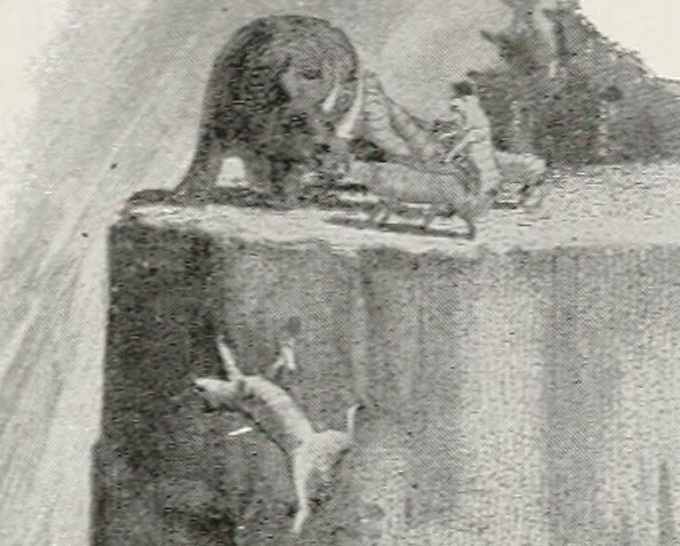
Grotthyenor som angriper en ullhårig noshörning, Howard V. Brown 1804.

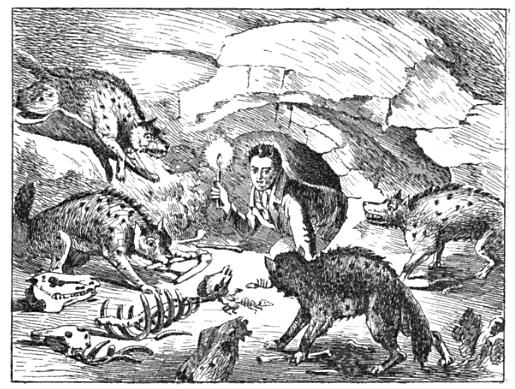
Karikatyr föreställande Bucklands upptäckt av hyenalyan i Kirkdale 1822.

Det tidigaste belägget för grotthyenans existens är en bild på en del av en undrkäke i Rariora Naturæ et Artis av Johann Christian Kundmann (1684-1751) 1737, som dock ansåg att det liknade en kalv, men Georges Cuvier gjorde senare en riktig identifikation. Johann Friedrich Esper (1732-1781) avbildade 1774 några tänder som Cuvier identifierade som hyena. 1784 avbildade Cosimo Alessandro Collini (1727-1806) en skalle av en hyena, men trodde att det var en säl. Det första korrekta omnämnandet av hyenor från Europa gjordes av Cuvier 1812 i Ossemens Fossiles som nämnde ett antal fyndorter och betraktade hyenorna som tillhörande en annan art, huvudsakligen grundat på storleken.
Att hyenor hade förekommit i Storbritannien stod klart efter William Bucklands undersökningar av Kirkdalegrottan 1821-1822, vilka visade att grottan använts som lya av hyenor, och strax därefter gjordes ett nytt fynd vid Oreston nära Plymouth av William Clift och Joseph Whidbey. Georg August Goldfuss var den som först beskrev grotthyena, som en ny art Crocuta spelaea, 1823. 
Cuvier utvecklade saken vidare i andra upplagan av sin Ossemens Fossiles (1823) där han noterade att mellanfoten var kortare och tjockare än hos den fläckiga hyenan och hans uppfattning stod sig under 1800-talets första hälft och stöddes bland annat av de Blainville 1844 och Richard Owen 1846.
Albert Gaudry uttryckte tvivel om att det rörde sig om två olika arter 1863, och 1865 konstaterade William Boyd Dawkins att ingen klar gräns kunde dras mellan H. spelea och H. crocuta.
DNA-sekvensering för mitokondrie-cytokrom b hos de nutida afrikanska fläckiga hyenorna och grotthyenorna från Pleistocen visar att ingendera gruppen är monofyletisk och de bör sålunda åtminstone betraktas som tillhörande samma art.